# Erik Zijlstra
Erik Zijlstra (Franeker, 25 november 1988) is een Nederlandse pornografisch filmmaker.

## Loopbaan
Zijlstra volgde een opleiding voor cameraman/video-editor en studeerde uiteindelijk af als editor. Na zijn opleiding begon hij lowbudgetfilms te maken, allereerst in het undergroundgenre, maar later legde hij zich toe op de pornografie. Zijlstra kwam volop in de media nadat bekend was geworden dat hij de eerste Friese pornofilm had gemaakt en hij op dat moment bezig was met De del van '63, een pornografische filmparodie op De Hel van '63 van Steven de Jong. Hij was de eerste die een pornofilm afkomstig uit Nederland in 3D op dvd uitbracht. In 2011 haalde hij de pers met het uitbrengen van Clitna, een parodie op Fitna van Geert Wilders.
In september 2012 werd bekendgemaakt dat Zijlstra een van de deelnemers was van het RTL 5-programma Passie in de polder.

## Korte films
- Droombezoeker (2008, horrorfilm)
- Boards & Beer (2010, skatefilm)
- Make Satan Cum (2010, experimenteel/horror/pornofilm)[5]
- Clitna (2011, pornofilm)
- Rotten Romance (2012, horror/exploitatiefilm)[6][7]

## Filmografie
- Friese Amateurtjes (2010, pornofilm)
- De Del van '63 (2010, pornofilm)
- Hete Famkes 3D (2010, pornofilm in 3D)
- Een geile weerwolf in Friesland (2011, pornofilm)
- Jong en blond (2012, pornofilm)
- Jong en blond 2 (2012, pornofilm)
- Fucked in Holland (2012, pornofilm)